# 双线性插值

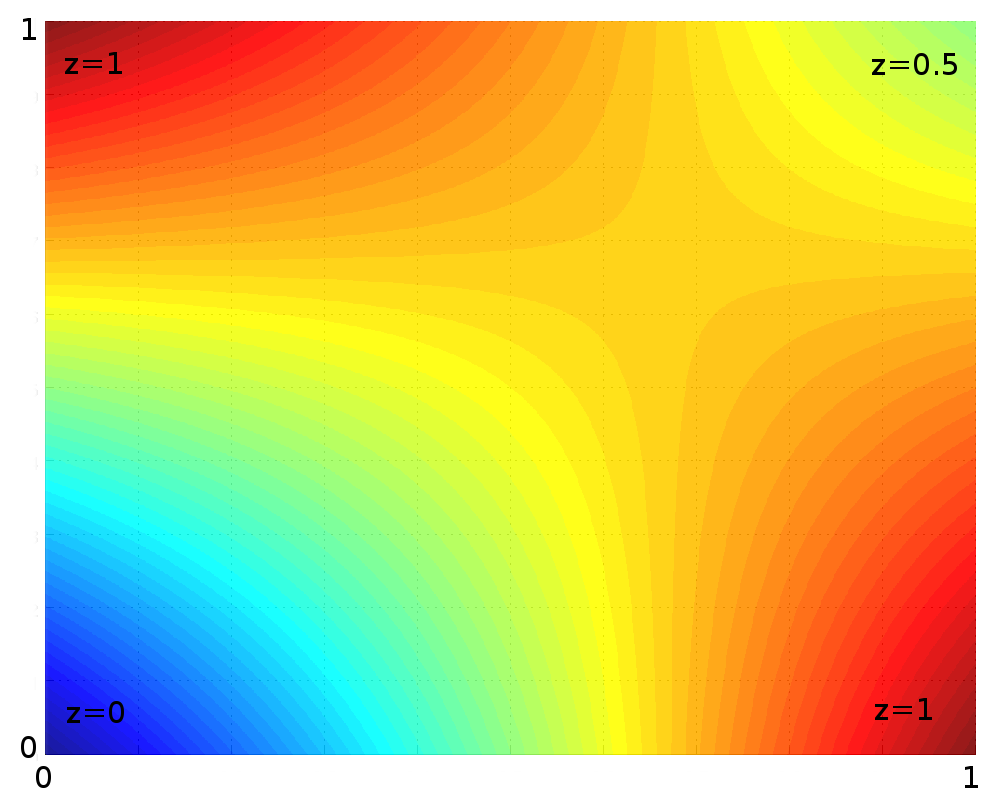
单位矩形的四个角的z值分别是0、1、1、0.5，如果将坐标解释为颜色，整个单位矩形上的双线性插值结果如图。

雙線性插值，又稱為雙線性內插。在数学上，双线性插值是对线性插值在二维直角网格上的扩展，用于对双变量函数（例如 x 和 y）进行插值。其核心思想是在两个方向分别进行一次线性插值。

## 算法

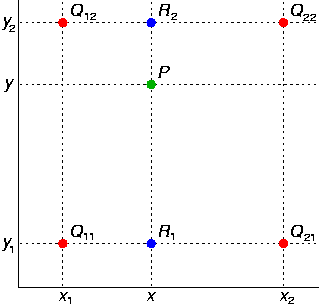
红色的数据点与待插值得到的绿色点

假如我们想得到未知函数 f 在点 {\displaystyle P=\left(x,y\right)} 的值，假设我们已知函数 f 在 {\displaystyle Q_{11}=\left(x_{1},y_{1}\right)}, {\displaystyle Q_{12}=\left(x_{1},y_{2}\right)}, {\displaystyle Q_{21}=\left(x_{2},y_{1}\right)}, 及 {\displaystyle Q_{22}=\left(x_{2},y_{2}\right)} 四个点的值。 
首先在 x 方向进行线性插值，得到
{\displaystyle {\begin{aligned}f(x,y_{1})&\approx {\frac {x_{2}-x}{x_{2}-x_{1}}}f(Q_{11})+{\frac {x-x_{1}}{x_{2}-x_{1}}}f(Q_{21}),\\f(x,y_{2})&\approx {\frac {x_{2}-x}{x_{2}-x_{1}}}f(Q_{12})+{\frac {x-x_{1}}{x_{2}-x_{1}}}f(Q_{22}).\end{aligned}}}
然后在 y 方向进行线性插值，得到 
{\displaystyle {\begin{aligned}f(x,y)&\approx {\frac {y_{2}-y}{y_{2}-y_{1}}}f(x,y_{1})+{\frac {y-y_{1}}{y_{2}-y_{1}}}f(x,y_{2})\\&={\frac {y_{2}-y}{y_{2}-y_{1}}}\left({\frac {x_{2}-x}{x_{2}-x_{1}}}f(Q_{11})+{\frac {x-x_{1}}{x_{2}-x_{1}}}f(Q_{21})\right)+{\frac {y-y_{1}}{y_{2}-y_{1}}}\left({\frac {x_{2}-x}{x_{2}-x_{1}}}f(Q_{12})+{\frac {x-x_{1}}{x_{2}-x_{1}}}f(Q_{22})\right)\\&={\frac {1}{(x_{2}-x_{1})(y_{2}-y_{1})}}{\big (}f(Q_{11})(x_{2}-x)(y_{2}-y)+f(Q_{21})(x-x_{1})(y_{2}-y)+f(Q_{12})(x_{2}-x)(y-y_{1})+f(Q_{22})(x-x_{1})(y-y_{1}){\big )}\\&={\frac {1}{(x_{2}-x_{1})(y_{2}-y_{1})}}{\begin{bmatrix}x_{2}-x&x-x_{1}\end{bmatrix}}{\begin{bmatrix}f(Q_{11})&f(Q_{12})\\f(Q_{21})&f(Q_{22})\end{bmatrix}}{\begin{bmatrix}y_{2}-y\\y-y_{1}\end{bmatrix}}.\end{aligned}}}
注意此处如果先在 y 方向插值、再在 x 方向插值，其结果与按照上述顺序双线性插值的结果是一样的。

### 单位正方形
如果选择一个坐标系统使得 f 的四个已知点坐标分别为 (0, 0)、(0, 1)、(1, 0) 和 (1, 1)，那么插值公式就可以化简为 
{\displaystyle f(x,y)\approx f(0,0)\,(1-x)(1-y)+f(1,0)\,x(1-y)+f(0,1)\,(1-x)y+f(1,1)xy.}
或者用矩阵运算表示为
{\displaystyle f(x,y)\approx {\begin{bmatrix}1-x&x\end{bmatrix}}{\begin{bmatrix}f(0,0)&f(0,1)\\f(1,0)&f(1,1)\end{bmatrix}}{\begin{bmatrix}1-y\\y\end{bmatrix}}}

### 非线性
顾名思义，双线性插值的结果不是线性的，它是两个线性函数的积。在单位正方形上，双线性插值可以记作
{\displaystyle f(x,y)=\sum _{i=0}^{1}\sum _{j=0}^{1}a_{ij}x^{i}y^{j}=a_{00}+a_{10}x+a_{01}y+a_{11}xy}
常数的数目（四）对应于给定的 f 的数据点数目
{\displaystyle a_{00}=f(0,0),}
{\displaystyle a_{10}=f(1,0)-f(0,0),}
{\displaystyle a_{01}=f(0,1)-f(0,0),}
{\displaystyle a_{11}=f(1,1)+f(0,0)-{\big (}f(1,0)+f(0,1){\big )}.}
双线性插值的结果与插值的顺序无关。首先进行 y 方向的插值，然后进行 x 方向的插值，所得到的结果是一样的。
双线性插值的一个显然的三维空间延伸是三线性插值。

## 在图像处理领域的应用

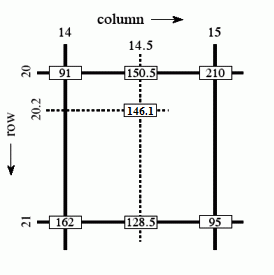
对灰度值进行双线性插值

在计算机视觉及图像处理领域，双线性插值是一种基本的重采样技术。
材质贴图中，双线性插值也叫双线性过滤或者双线性材质贴图。图像的双线性插值放大算法中，目标图像中新创造的象素值，是由源图像位置在它附近的2*2区域4个邻近象素的值通过加权平均计算得出的。双线性内插值算法放大后的图像质量较高，不会出现像素值不连续的的情况。然而此算法具有低通滤波器的性质，使高频分量受损，所以可能会使图像轮廓在一定程度上变得模糊。